# 1035. grenadirski polk (Wehrmacht)
1035. grenadirski polk (izvirno nemško 1035. Grenadier-Regiment; kratica 1035. GR) je bil pehotni polk Heera v času druge svetovne vojne.

## Zgodovina
Polk je bil ustanovljen 26. junija 1944 kot del 59. pehotne divizije.